# 禅躰寺 (瑞浪市)
禅躰寺（ぜんたいじ）は、岐阜県瑞浪市土岐町市原にある臨済宗妙心寺派の龍泉派の寺院。山号は報恩山。

## 歴史
法明寺(桜堂薬師)系下の天台宗系寺院として草庵が開創されたと伝わるが詳細は不明である。
土岐頼貞定林寺殿の位牌が伝わっていることから、武田勝頼の東濃侵攻時に焼討されて廃寺となった光善寺と同様に土岐氏に関係がある寺院であったかと推察できる。
正徳3年(1713年)、小里にある興徳寺の一玄玄初の法弟の義山祖㧔が再創し、臨済宗妙心寺派の龍泉門派の寺院となった。
安政2年(1855年)、本堂を再建して現在に至っている。
石段の左に高くそびえる大銀杏は歴史の古さを感じさせ、石段を登りきったところには石仏群が並んでいる。

## 境内

### 三十三観音石像
岐阜県内で高遠石工の守屋貞治作品として細工帳に掲載されている作品は、禅躰寺の三十三観音と正源寺と天猷寺の延命地蔵である。
禅躰寺の三十三観音像は、かなり小ぶりで、粗目の砂岩で造られているためか、かなり風化が進んでいる状態で、彫などはよくわからなくなっている。

## 関連リンク
- 禅躰寺　瑞浪市観光協会